# Franz Sales Handwercher
Franz Sales Handwercher (* 3. Juni 1792 in Loitersdorf bei Oberhausen an der Vils, Niederbayern; † 17. August 1853 in Oberschneiding, Niederbayern) war ein katholischer Pfarrer, der als „Segenspfarrer“ und „Visionär“ bekannt wurde.

## Leben
Handwercher wurde auf der Einöde Loitersdorf in der Pfarrei Oberhausen an der Vils geboren. Nach der Kindheit auf dem elterlichen Hof und dem Besuch des Gymnasiums in Straubing und des Churfürstlich baierischen Gymnasiums in Passau studierte er Philosophie und Theologie an der Universität Landshut. Er studierte unter anderem bei Johann Michael Sailer, dem späteren Bischof von Regensburg, mit dem er über sein Studium hinaus in Kontakt stand. 1816 empfing er in Regensburg durch Bischof Georg Michael Wittmann die Priesterweihe.
Seinen seelsorgerischen Dienst versah er in Niederviehbach, Tegernbach (bei Pfaffenhofen an der Ilm), Hohenegglkofen (südlich von Landshut) und zuletzt in Oberschneiding.
Sein Grab befindet sich seit seinem 100. Todestag (1953) in der Pfarrkirche Oberschneiding.

## Wirken

Statue Handwerchers am Kirchenvorplatz in Oberschneiding

1822 wurde Handwercher Pfarrer in Tegernbach. Von 1827 bis 1836 war er in der Pfarrei Hohenegglkofen Seelsorger. Dort hatte er im Winter 1830 erstmals Visionen, die er niederschrieb. Als Handwercher am 12. August 1836 nach Oberschneiding kam, eilte ihm bereits der Ruf des „Segenspfarrers“ voraus, es hieß er besitze die Fähigkeit, durch das Gebet und seinen Segen Kranke zu heilen. Dank seines Charismas und seiner persönlichen Frömmigkeit blühte das religiöse Leben in der Pfarrei auf. Es wird überliefert, dass täglich bis zu 400 bis 600 Personen am feierlichen Amt um 6:00 Uhr morgens teilnahmen, und dass an Sonn- und Feiertagen die Kirche von 2:00 Uhr morgens bis spät abends von Gläubigen besucht war.
Als Folge des regen Zuspruchs bei den Gottesdiensten ließ Handwercher die Pfarrkirche Mariä Himmelfahrt um zwei Seitenschiffe erweitern. Die Bautätigkeit des Pfarrers beschränkte sich jedoch nicht auf die Pfarrkirche: nachdem er den Orden der Armen Schulschwestern nach Oberschneiding geholt hatte und diese die Mädchenschule übernommen hatten, ließ er ein neues Schulgebäude errichten. Das Mädchenschulhaus stand vor der Kirche an der Hauptstraße, dort wo sich mittlerweile ein Kirchenvorplatz und das Kriegerdenkmal befinden. Es wurde im November 1987 abgerissen.
Im Jahr 1843 gründete er die „Bruderschaft des heiligsten und unbefleckten Herzens Mariae“, die nach nur wenigen Monaten bereits 10.000 Mitglieder hatte. Unter ihnen war unter anderem Johann Birndorfer, der spätere heilige Bruder Konrad von Parzham. Der Ruf Handwerchers hatte sich im ganzen Bistum und darüber hinaus herumgesprochen, und zahlreiche Gläubige aus anderen Bistümern, vor allem aus dem Bistum Passau und aus Österreich, traten der Bruderschaft bei.
Überlieferungen zufolge besaß Handwercher die Gabe der Präkognition und schrieb seine Vorhersagen und Visionen in Reimform nieder. Im Dezember 1830 berichtete er seinem früheren Lehrer Bischof Johann Michael Sailer über seine „Geistesmitteilungen“, wie Handwercher es nannte.
Handwercher war Kopf des „Oberschneidinger Reformbundes“, einem Zusammenschluss von Geistlichen, die das religiöse Leben auf dem Land erneuern wollten und die Kinder der Pfarrei zum täglichen Empfang der Kommunion und zum regelmäßigen Beichten erziehen wollten.
Trotz einiger weiterer kirchlicher Ämter blieb Handwercher seiner Berufung als Seelsorger stets am meisten zugetan. Nur kurz war er Professor am Progymnasium der königlichen Studienanstalt in Landshut (1819–1821), als Seminarregens in Regensburg wirkte er nur einige Wochen (1838).

## Sonstiges
Der Beiname „Sales“ stammt von Franz von Sales und weist darauf hin, dass Handwercher nicht wie sonst in Bayern üblich nach Franz von Assisi getauft wurde, sondern nach dem 1665 heiliggesprochenen Bischof von Genf (Gedenktag am 24. Januar).
Zum Gedenken an sein Wirken in der Pfarrei wurde der zentrale Platz in Oberschneiding, an dem sich die Pfarrkirche befindet, in Pfarrer-Handwercher-Platz benannt.